# Frederick Ungar
Frederick Ungar (geboren als Fritz Ungar 5. September 1898 in Wien, Österreich-Ungarn; gestorben 16. November 1988 in New York City) war ein austroamerikanischer Verleger.

## Leben
Fritz Ungar war ein Sohn des Textilkaufmanns Moritz Ungar und der Bertha Kobler. Er besuchte das Sophien-Gymnasium und wurde noch vor der Matura Soldat im Ersten Weltkrieg. Er studierte ab 1920 Jura und wurde 1923 an der Wiener Universität promoviert. Schon 1922 beantragte er die Konzession für eine Verlagsbuchhandlung im 2. Bezirk. Mit Ludwig Goldscheider und Béla Horovitz als stillen Teilhabern gründete er im 1. Bezirk die Verlagsbuchhandlung Phaidon, die auf klassische Literatur ausgerichtet wurde. 1925 trat Ungar aus dem Unternehmen aus und gründete 1926 den Saturn-Verlag, in dem Bildungssachbücher dominierten, in dem 1930 aber auch Heimito von Doderers Werk Das Geheimnis des Reichs erschien. Nach dem Anschluss Österreichs 1938 wurde der Saturn-Verlag entschädigungslos arisiert, damit endete auch vorzeitig Ungars Werkausgabe von Otto Stoessl. Ungar floh nach Prag und von dort über die Schweiz und Großbritannien 1939 in die USA. 
1940 gründete Frederick Ungar in New York die "Frederick Ungar Publishing Company". In Kooperation mit dem emigrierten Literaturwissenschaftler Robert Lohan gab er Anthologien aus der deutschsprachigen Literatur heraus. Ungar heiratete 1948 die Wienerin Hansi Beck, sie hatten einen Sohn. Das Verlagshaus Ungar wurde 1985 an die Crossroad/Continuum-Gruppe verkauft, die unter Ungars Leitung noch eine Belletristikreihe deutscher Übersetzungen unter dem Titel A Frederick Ungar book herausbrachte. Continuum ging dann an Bloomsbury Publishing.

## Schriften (Auswahl)
- (Hrsg.): What's right with America ; new perspectives on the contemporary scene. 1952
- Alexander Gode; Frederick Ungar: Anthology of German poetry through the 19th century : In English transl. with the German originals. New York : Ungar, 1964
- (Hrsg.): Handbook of Austrian literature. 1973
- (Hrsg.): Anthology Of German Poetry ; Through The 19th Century. Engl. Transl. With The German Original. 1972
- (Hrsg.): Karl Kraus. The last days of mankind. 1974